# Японская мобула
Японская мобула или японский морской дьявол (лат. Mobula japanica) — вид хрящевых рыб рода мобул семейства орляковых скатов отряда хвостоколообразных надотряда скатов. Эти скаты обитают в умеренных и тропических водах всех океанов, встречаются на глубине до 200 м. Максимальная зарегистрированная ширина диска 310 см. Грудные плавники этих скатов срастаются с головой, образуя ромбовидный диск, ширина которого превосходит длину. Рыло массивное, плоское, передний край почти прямой с выемкой посередине. Часть грудных плавников преобразована в головные плавники. У основания хвоста расположен спинной плавник, на хвосте имеется шип. Окраска дорсальной поверхности диска чёрного цвета.
Подобно прочим хвостоколообразным японские мобулы размножаются яйцеживорождением. Эмбрионы развиваются в утробе матери, питаясь желтком и гистотрофом. Эти скаты представляют интерес для коммерческого промысла, мясо высоко ценится.

## Таксономия
Впервые вид был научно описан в 1841 году как Cephaloptera japanica. Морфологическое сходство мобул затрудняет видовую идентификацию. Необходимо провести критическое сравнение японских мобул с Mobula mobular, обитающими в Средиземном море, а также с имеющими меньшие размеры видами мобул из восточной части вод Индонезии.

## Ареал
Японские мобулы обитают в умеренных и тропических водах у берегов Австралии (Новый Южный Уэльс, Квинсленд), Бангладеш, Бразилии, Камбоджи, Китая, Колумбии, Коста-Рики, Кот д’Ивуар, Сальвадора, Фиджи, Гватемалы, Гондураса, Индии, Индонезии, Японии, Кореи, Мексики, Мьянмы, Новой Зеландии, Никарагуа, Омана, Пакистана, Панамы, Перу, Филиппин, Сомали, ЮАР, Шри-Ланки, Тайваня, Таиланда, Тувалу, США (Калифорния, Гавайские острова), Вьетнама и Йемена.
Возможно, они попадаются в северной Атлантике. Их присутствие в австралийских водах было подтверждено лишь недавно. Южная часть Калифорнийского залива служит этим скатам природным питомником, весной и летом взрослые особи собираются там для спаривания и откорма. Вероятно, новорождённые появляются на свет в открытом море вокруг удалённых от материка островов и подводных вершин. Японские мобулы ведут пелагический образ жизни, встречаются на глубине до 200 м.

## Описание
Грудные плавники японских мобул, основание которых расположено позади глаз, срастаются с головой, образуя ромбовидный плоский диск, ширина которого превышает длину, края плавников имеют форму заострённых («крыльев»). Голова широкая и плоская, с расставленными по бокам глазами. Позади глаз над местом вхождения грудных плавников в туловище расположены крошечные полукруглые брызгальца. Передняя часть грудных плавников преобразована в так называемые головные плавники. У основания хвоста находится маленький спинной плавник с белым кончиком. У основания хвоста имеется шип. Длина тонкого кнутовидного хвоста намного превышает длину диска. Основание хвоста уплощено. Хвост продольными рядами покрывают хорошо различимые белые бугорки. На вентральной поверхности диска расположены 5 пар жаберных щелей, рот и ноздри. Максимальная зарегистрированная ширина диска 310 см, но в среднем не превышает 250 см. Окраска дорсальной поверхности диска от тёмно-синего до чёрного цвета. Вентральная поверхность белая. Внешние края головных плавников серебристо-серые с чёрными кончиками. На дорсальной стороне диска между глазами пролегает тёмная полоса. Позади глаз имеются латеральные белые отметины.

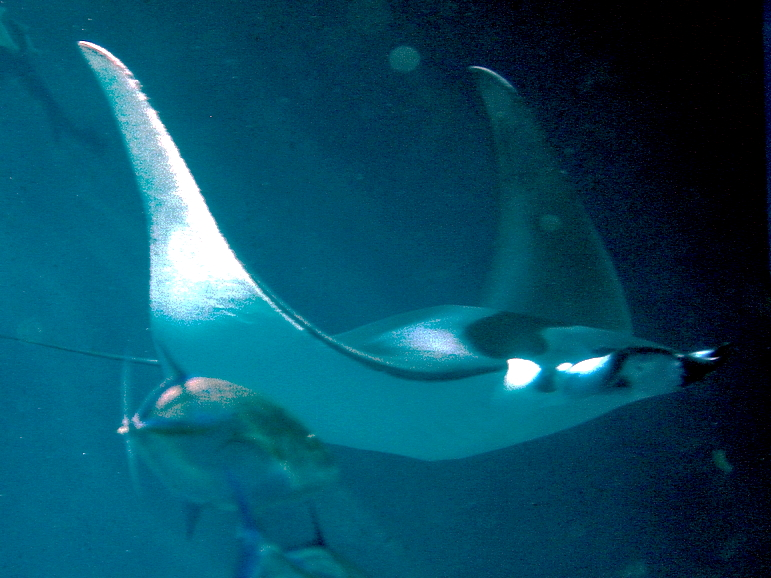
Позади глаз у японских мобул имеются области ярко-белого цвета

## Биология
Японские мобулы встречаются у берега и в открытом море, держатся как поодиночке, так и стаями. Подобно прочим хвостоколообразным они относятся к яйцеживородящим рыбам. Эмбрионы развиваются в утробе матери, питаясь желтком и гистотрофом. В помёте как правило один новорождённый с диском шириной 70—85 см. В водах Индонезии самцы достигают половой зрелости при ширине диска 205—210 см, а в Калифорнийском заливе самцы и самки становятся половозрелыми при ширине диска 210 см и 207 см соответственно. Рацион этих скатов в основном состоит из эвфаузиевых (преимущественно Nictiphanes simplex), веслоногих рачков и личинок ракообразных. Кроме того, они могут охотиться на мелких стайных рыб. Акустические данные свидетельствуют о том, что ночью японские мобулы проводят время над термоклином, кормясь крилем.
На японских мобулах паразитируют цестоды Fellicocestus mobula, Hemionchos maior, Hemionchos mobulae, Hemionchos striatus, Healyum harenamica, Healyum pulvis и Quadcuspibothrium francis, веслоногие Entepherus laminipes, Eudactylina oliveri и Kroyerina mobulae и равноногие Gnathia grandilaris и Gnathia trimaculata.

## Взаимодействие с человеком
Японские мобулы являются объектом коммерческого промысла. Высоко ценятся жаберные тычинки мобул, кроме того используют мясо, хрящи и шкуру. Часто попадаются в качестве прилова в ходе лова полосатых тунцов. Международный союз охраны природы присвоил виду охранный статус «Близкий к уязвимому положению».